# Асана
А́са́на (санскр. आसन, IAST: āsana — поза, сидячая поза, место для сидения) — название определённого неподвижного положения тела в йоге, принимаемого на несколько секунд или минут с целью телесного и душевного оздоровления. В классической йоге Патанджали асаны являются третьей ступенью среди других семи практик — ямы, ниямы, пранаямы, пратьяхары, дхараны, дхьяны и самадхи.

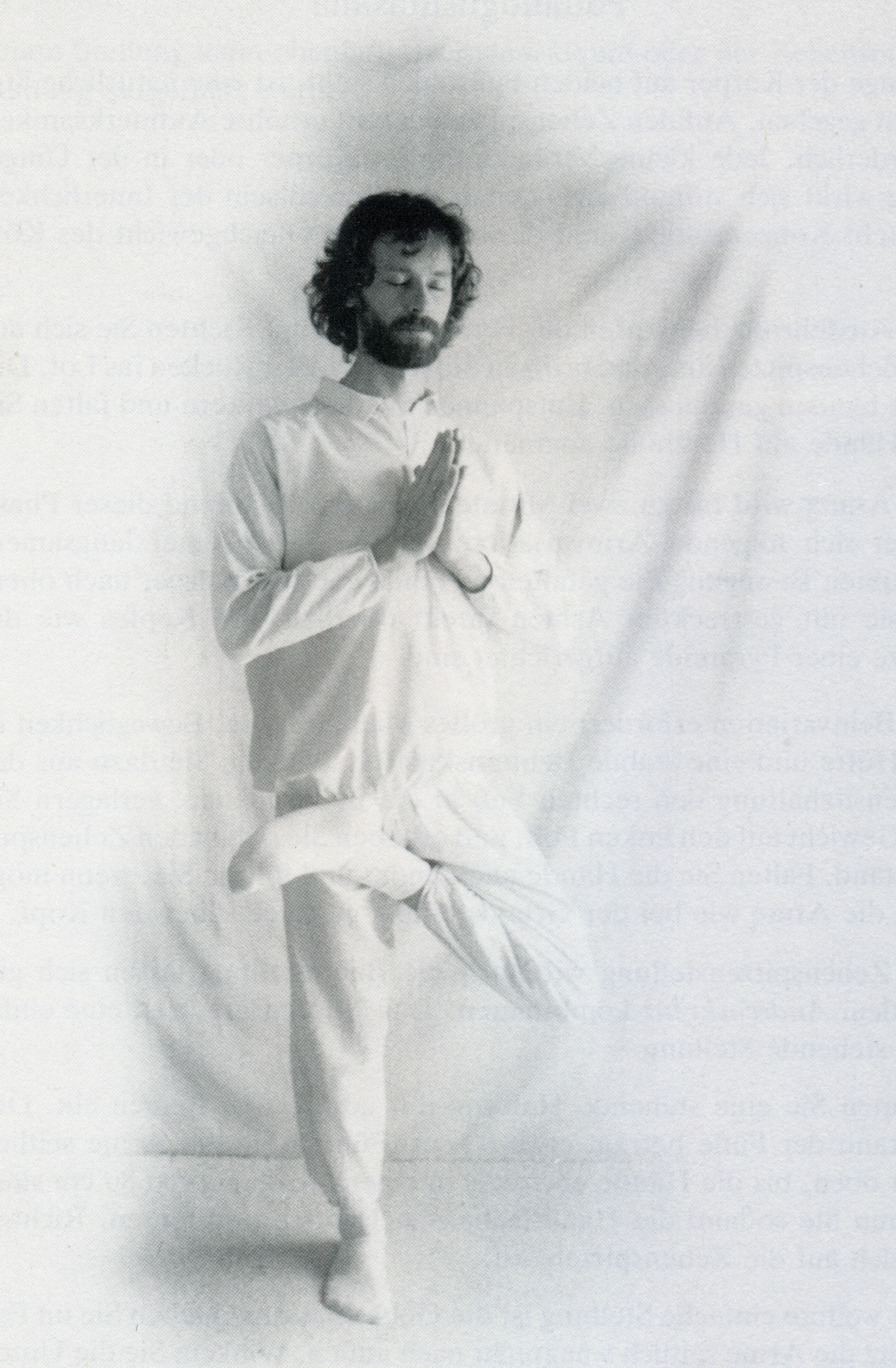
Поза дерева с жестом намасте
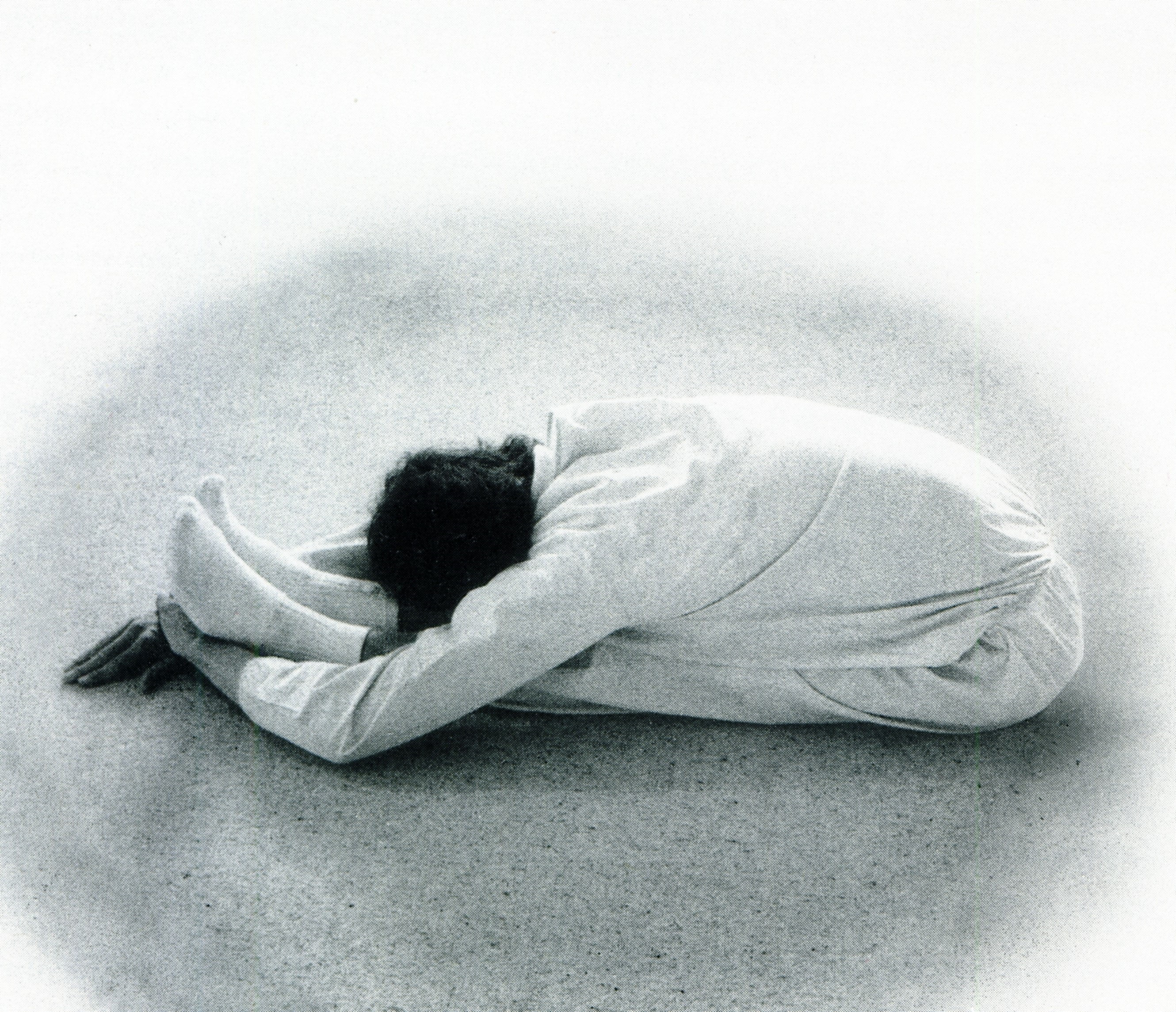
Головоколенная поза
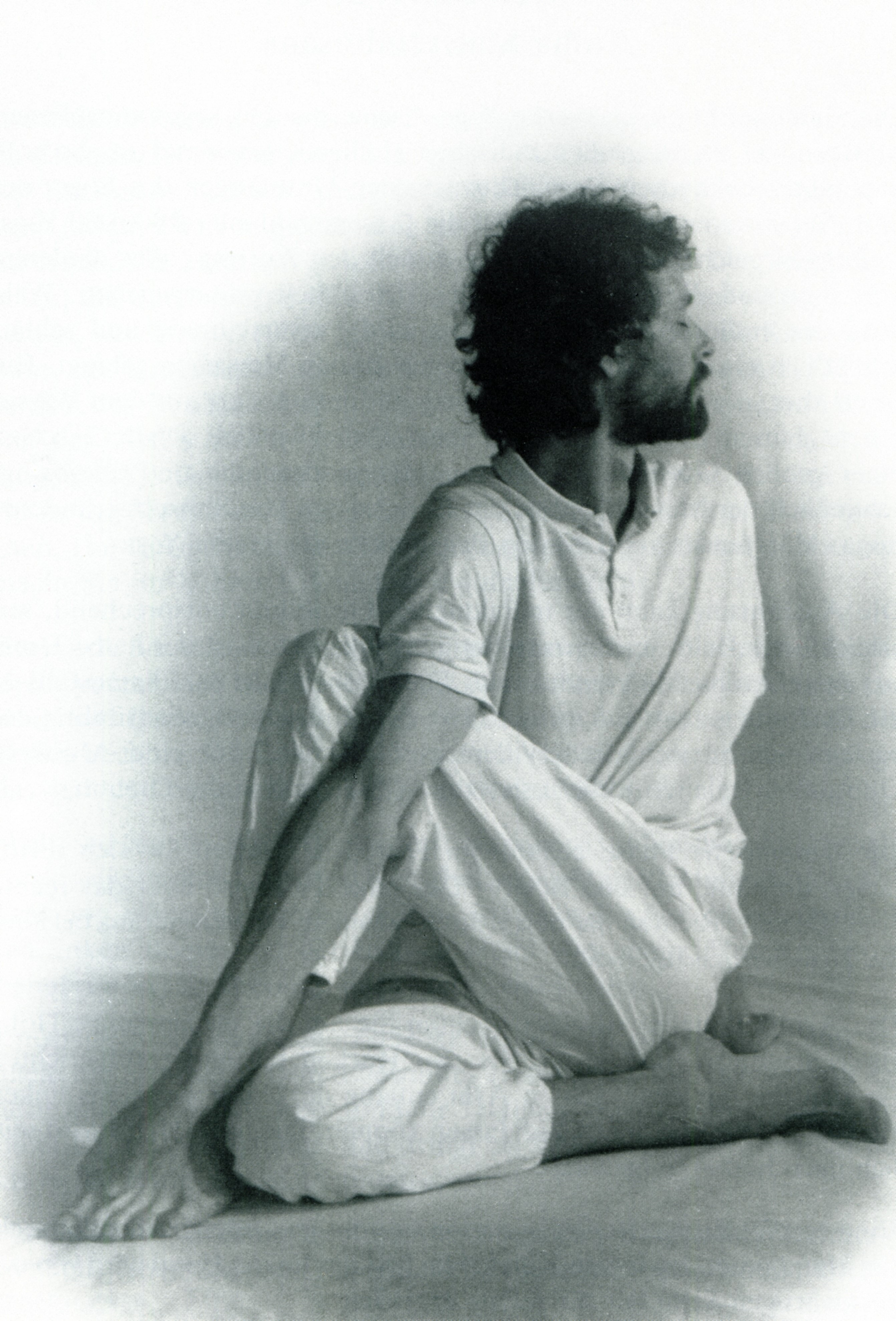
Поза скручивания
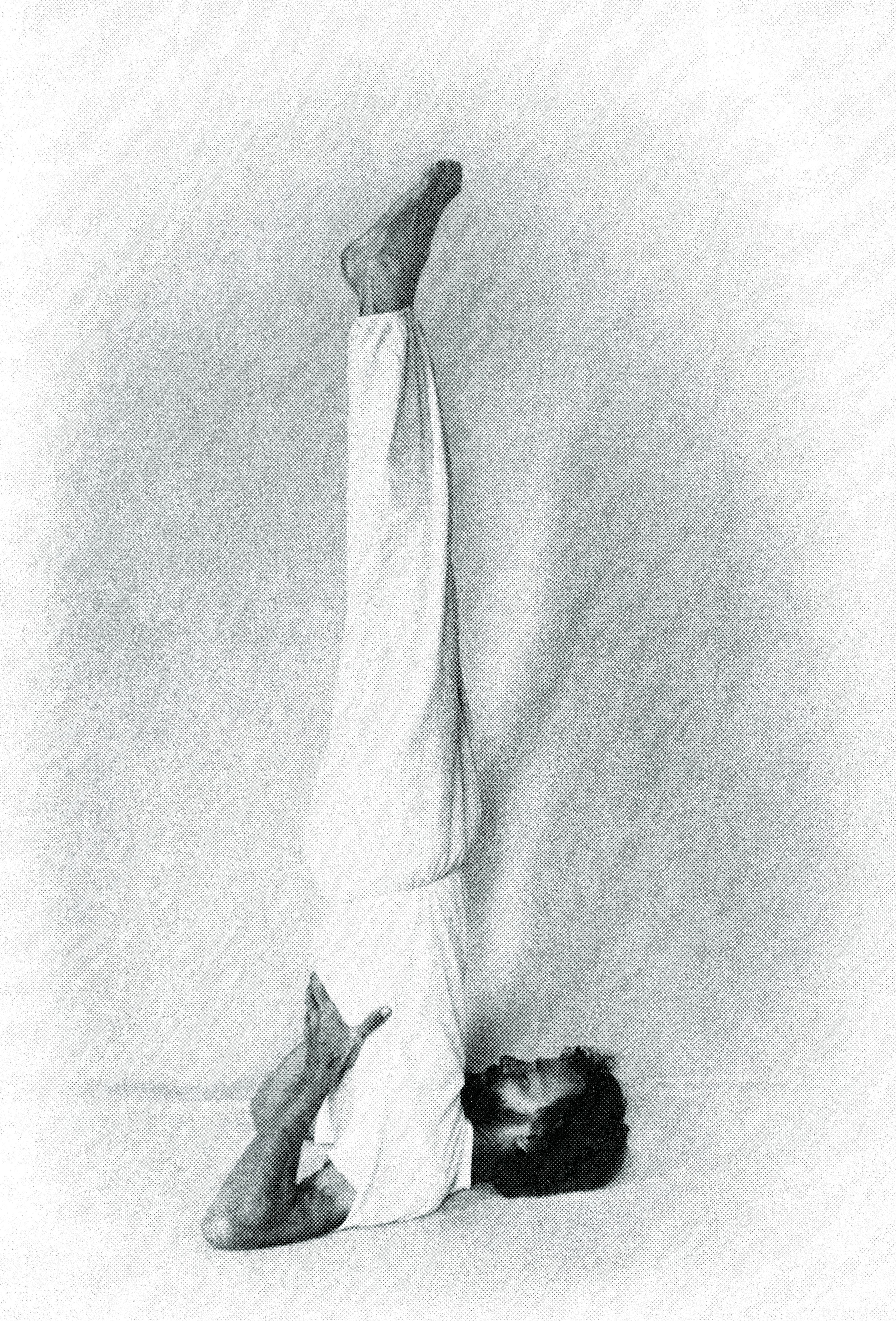
Поза берёзки

## История
Изначально асаной называлась только сидячая поза для медитации и пранаямы. В «Йога-сутрах» Патанджали она описывается следующим образом:
2.46. Асана есть неподвижная и удобная [поза].
2.47. При прекращении усилия [или] сосредоточении на бесконечном [асана достигается].
2.48. Благодаря ей прекращается воздействие парных противоположностей.

2.49. При нахождении в ней [практикуется] пранаяма, то есть прекращение движения вдыхаемого и выдыхаемого [воздуха].
Дальнейшее развитие техники асан привело к их выделению в систему Хатха-йоги, впервые упоминаемой в документах X—XI века. Появление йоги в западном мире, начиная с визита индийского общественного деятеля Вивекананды в Америку в 1893 году, послужило огромным толчком в развитии асан. Многие наиболее известные в настоящее позы были созданы в начале XX века.

## Классификация
Асаны условно определяются по некоторым признакам:
По положению тела
- Сидячие — Твёрдая поза (ваджрасана)[6], Поза коровьей морды (гомукхасана).
- Стоячие — Поза горы (тадасана) или Прямостоячая (самастхити)[7], Хаста уттанасана.
- Лёжа.
- Перевёрнутые — когда большая часть тела возвышается над головой —  (саламба сарвангасана[8]), Стойка на голове (ширшасана).

По воздействию на опорно-двигательный аппарат
- Позы на растяжку и гибкость — Головоколенная поза[2] (пашчимоттанасана[9]), Поза вытянутого бокового угла (уттхита парсваконасана).
- С поворотами туловища и головы — Поза скручивания[3] (ардха матсиендрасана[10]).
- Позы на удержание равновесия — Поза дерева (врикшасана)[11].
- С опорой только на руки — Поза петуха (урдхва куккутасана).

По специальному назначению
- Позы для медитации и пранаямы — Совершенная поза (сиддхасана), Поза лотоса (падмасана). Во время таких поз кисти рук складываются в одну из мудр, например в Джнянамудру[12].
- Позы со стулом как вспомогательным средством — Поза скручивания, Поза берёзки, Поза мостика, Поза бумеранга, Поза наклона вниз головой[13].

По наличию симметрии — симметричные и ассиметричные. Ассиметричные позы выполняются в обе стороны.
По уровню сложности — от самых простых, доступных для людей с любым уровнем подготовки, до очень сложных. Позы с высокой степенью гибкости, мышечного напряжения, нагрузки на опорно-двигательный аппарат и сердечно-сосудистую систему потенциально опасны, так как могут привести к травме и другим негативным последствиям. Возможность выполнения таких асан зависит не только от уровня физической подготовки, но и от индивидуальных особенностей человека и состояния его здоровья.

## Техника выполнения
Выполнение каждой позы состоит из 5 этапов:
- Кратковременный отдых и расслабление.
- Плавное вхождение в позу.
- Удерживание позы.
- Плавный выход из позы.
- Кратковременный отдых и расслабление.

После выполнения всего комплекса упражнений следует длительный отдых продолжительностью около четверти затраченного времени. Его проводят в Позе полного отдыха (мёртвая поза, шавасана).